# كأس أنغولا
كأس أنغولا لكرة القدم (بالبرتغالية: Taça de Angola‏)، هي بطولة رسمية لكرة القدم أنشئها اتحاد أنغولا لكرة القدم في جمهورية انغولا.
تأسست مسابقة كأس أنغولا عام 1980. وتألَّف نظامها في أول نسختين من فرق تضم أفضل اللاعبين من كل مقاطعة. اعتمدت المسابقة نظام الأندية الحالي بصورة رسمية بدءًا من موسم 1982.

## وصلات خارجية
- Taça de Angola
- Noticias Taça de Angola